# Dominique Lévesque
Pour les articles homonymes, voir Lévesque.
Dominique Lévesque est un acteur, scénariste et humoriste québécois né le 10 juin 1952 à Bagotville et mort le 20 décembre 2016 au Honduras. 

## Biographie
Dominique Lévesque naît à Bagotville le 10 juin 1952. Il est le quatrième enfant d'une famille de huit . 
Il fait ses études secondaires au Collège Classique de Thetford-Mines et collégiales au cégep de la même ville au début des années 1970. Il participe à la troupe de théâtre les Cabotins, une compagnie théâtrale fondée en 1968 . Il interprète un rôle dans Les Fourberies de Scapin de Molière.  
Il commence sa carrière comme enseignant de français et de théâtre dans le programme Arts et technologie des médias du Cégep de Jonquière . Il joue le personnage Baptiste dans le drame Thetford au milieu de notre vie (1980), et il participe à l’écriture du film Doux aveux (1982). 
À Jonquière, il fonde une ligue d’improvisation. Il rencontre Dany Turcotte, Marie-Lise Pilote, Émile Gaudreault et Bernard Vandal. Ensemble ils ont l’idée de former un groupe d’humour en 1983 . De 1986 à 1990, Dominique Lévesque fait carrière avec eux comme humoriste dans Le Groupe sanguin . Il se fait notamment connaître pour ses numéros de personnages du « gars fatigué » , du « concierge »  et du « savant fou » . 
Il retourne sur les scènes d’humour avec le duo humoristique qu’il forme avec Dany Turcotte en 1991. Ils présentent quatre spectacles en tournées au Québec jusqu’en 2007. Leurs spectacles sont plusieurs fois mis en nomination pour des prix au gala de l’Adisq. 
Au cinéma, il interprète de nombreux rôles entre 1990 et 2000. Il joue entre autres Smallow dans Ding et Dong le film (1990), Frédéric dans Le Coeur au poing (1998), Ivan-le-Terrible dans Le petit ciel (1999) et le Curé Trépanier dans La vie après l'amour (2000). 
Durant la dernière décennie de sa vie, Dominique Lévesque participe à la production de série télévisée telles que L’Union fait force, Fort Boyard, Au suivant, Les mordus et Testé sur des humains . 
Il décède à l’âge de 64 ans d’une crise cardiaque au cours d’une plongée en apnée. Il est alors en vacances au Honduras avec sa femme et son jeune fils,.

## Carrière

### Spectacles
- 1991 : Lévesque et Turcotte Nouvelle Administration
- 1994 : Lévesque et Turcotte Se Reproduisent
- 1997 : Lévesque et Turcotte Arrivent en Ville
- 2001 : Lévesque et Turcotte Sous Observation

### Filmographie

#### comme acteur
- 1980 : Thetford au milieu de notre vie : Baptiste
- 1990 : Ding et Dong, le film : Smallow
- 1996 : Virginie (série TV) : Henri-Paul Dutrisac
- 1998 : Le Cœur au poing : Frédéric
- 1999 : Le Petit Ciel : Ivan le Terrible
- 2000 : La Vie après l'amour : Curé Trépanier
- 2001 : Fred-dy (série TV) : Ben Gagnon
- 2011 : Vie de Quartier (série TV) : Bruno et Phil (le p'tit M. Fatigué) (voix)

##### comme scénariste
- 1982 : Doux aveux